# 니샤바구

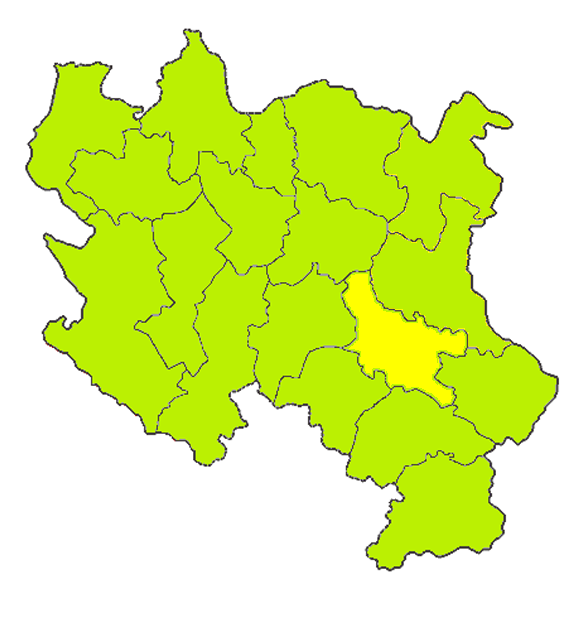
니샤바구의 위치

니샤바구(세르비아어: Нишавски округ, Nišavski okrug)는 세르비아 남동부에 위치한 구로 행정 중심지는 니시이며 면적은 2,729km2, 인구는 381,757명(2002년 인구 조사 기준), 인구 밀도는 139.9명/km2이다.

## 지방 자치체
6개 지방 자치체와 1개 시, 8개 군, 277개 마을을 관할하며 니시 시는 5개 도시구로 나뉜다.
- 알렉시나츠(Aleksinac)
- 스브를리그(Svrljig)
- 메로시나(Merošina)
- 라잔(Ražanj)
- 돌레바츠(Doljevac)
- 가진한(Gadžin Han)

다음은 니시시를 구성하는 5개 도시구이다.
- 메디야나(Medijana)
- 니슈카바냐(Niška Banja)
- 팔릴룰라(Palilula)
- 판텔레이(Pantelej)
- 츠르베니크르스트(Crveni Krst)

## 인구
인구와 민족 분포는 2002년 인구 조사를 기준으로 한다.
- 세르비아인: 361,959명
- 로마인: 9,224명

| 연도  | 인구    | ±% p.a. |
| ----- | ------- | ------- |
| 1948  | 283,842 | —       |
| 1953  | 303,482 | +1.35%  |
| 1961  | 327,367 | +0.95%  |
| 1971  | 363,292 | +1.05%  |
| 1981  | 394,110 | +0.82%  |
| 1991  | 396,043 | +0.05%  |
| 2002  | 381,757 | −0.33%  |
| 2011  | 376,319 | −0.16%  |
| 출처: |         |         |

## 같이 보기
- 세르비아의 행정 구역